# کاروانسرای بهر ترک
 کاروانسرای بُهر ترک  یکی از کاروان‌سراهای غرب استان هرمزگان در جنوب ایران است که مربوط به دوره قاجاریه است. کاروانسرا روی تپه‌ای در بهر ترک واقع شده‌است، و در فاصلهٔ ۱۶ کیلومتری جنوب شرقی روستای بار قرار دارد، و یکی از آثار تاریخی و از نقاط دیدنی استان هرمزگان به‌شمار می‌آید.

## اهمیت کاروانسراها و مأمن و سرپناه در مسیر راه‌ها
قبل از پیدایش وسایل نقلیه موتوری مثل اتومبیل‌های مختلف، قطار، کشتی و هواپیما که مسافر و بار را به سهولت حمل می‌نمایند، تجار، و مال‌التجاره‌های خود را به وسیلهٔ چهارپایان مثل ألاغ، قاطر و شتر و امثال آن حمل ونقل می‌نمودند. همچنین مسافرت‌ها و زیارت‌ها به وسیلهٔ همین چهارپایان انجام می‌گرفت که مدّت مدیدی طول می‌کشید تا مال‌التجاره‌ها یا مسافرین پس از مشقّات و زحمات زیاد به مقصد خود برسند؛ بنابراین احتیاج فراوانی به استراحتگاه و سرپناه و مأمن بین راه داشتند تا خود و مرکب شان در آن محل کمی توقف نموده، رفع خستگی نمایند و برای ادامة راه آماده شوند. به همین مناسبت سلاطین قدیم ایران به فکر ساختن کاروانسراهای مجهزّ میان شهرهای مهمّ تجاری یا اماکن مقدّسه زیارتی افتادند. این کاروانسراها بهترین محل آسایش مسافران و حفظ امنیت کالاهای تجارتی آن‌ها و همچنین محل ارتباط و اطلاع با شهرهای دیگر بوده‌اند. کاروانسراها حُجرات متعددی جهت مسافر و طویله‌های مجهزّی برای مرکب‌های آن‌ها داشته‌است. بنای این نوع کاروانسراهای آمن و مجهزّ در زمان صفویه به خصوص در عهد شاه عباس به اوج خود رسید.
چنان‌که در بعضی از کتب تاریخ ضبط شده، شاه عباس اول تعداد ۹۹۹ باب کاروانسرا در سراسر کشور احداث نموده‌است. بسیاری از سیّاحانی که در آن زمان به ایران آمده‌اند از این کاروانسراها را نام برده أند، و مدت‌ها در آنجا زندگی کرده‌اند. «تاورنیه» نوشته‌است: «بعضی از کاروانسراهای ایران گنجایش یکصد مسافر را با اسب‌ها و کالاهای شان داشته‌است، تا مسافران بتوانند مدت‌ها با آسایش و امنیت در آنجا به استراحت بپردازند».
«ژان شاردن» تعداد حجرات و اتاق‌های یکی از این کاروانسراها را ۲۵۰ باب دانسته و نوشته‌است: «کاروانسرا دارای حوض بزرگی در وسط و درختان تنومندی در اطراف است». اهمیت کاروانسراها و مأمن و سرپناه در مسیر راه‌ها در آن دوران از ویژیگی‌های خواصی برخور دار بوده‌است.
آثار چنین کاروانسراهایی بر سر راه‌های تجارتی و به ویژه  کاروانسرای بُهر ترک  نشان دهنده جنب و جوش کاروانیانی است که در دوران بسیار دور از این نقاط آباد می‌گذشته‌اند و به سیر و سفر خود به سوی شهرهای شمال کشور ادامه می‌داده‌اند. گویند در کنار باراندازها چندین شبستان حجره و طاق نما وجود داشته، که مرکز اتراق صاحبان کالاها، باربران و ساربانان بوده‌است؛ ولی امروزه اثری از این اتاق‌ها به چشم نمی‌خورد.
واهیت «کاروانسرای بُهر ترک» از آنجاست که در بین کاروانسرای کمبرده و کاروانسرای مهران قرار گرفته بوده‌است. و به دلیل قرار گرفتن این کاروانسرا در مسیر راه بازارگانی مهم (درآن زمان) که از بندر لنگه به لار و سپس به شیراز متصل می‌نموده‌است، که پس از توقفی چند روزه در مرکز دهستان کوخرد که در آن زمان روستای کوخرد، روستایی بزرگ و مرکز تجاری و توقف گاه کاروانیان بین لار و بندر لنگه به حساب می‌آمده‌است، به خاطر این اهمیت در آن دوران، روی این روستا بسیار حساب می‌شده‌است، چرا که در آن زمان کوخرد یا سیبه قدیم خودش تنها و هیچگونه آبادی بزرگ اطراف آن وجود نداشته.
از این لحاظ «کاروانسرای بهر ترک» اهمیت و ویژگی‌های خاصی کسب کرده بوده‌است. کاوران‌ها و کاروانسالان‌ها بعد از چند روز استراحت در این اماکن دوباره به مسیر خود ادامه می‌داده‌اند ابتداء از کوخرد و سپس بستک، لار و به شیراز می‌رسیده‌اند.
 کاروانسرای بُهر ترک  غنی با تاریخ گذشته، تاریخی که از مردمان فرهیخهٔ غرب استان هرمزگان به جای مانده‌است.

## منبع
- محمدیان، کوخردی، محمد. (شهرستان بستک و بخش کوخرد) ج۱. چاپ اول، دبی: سال انتشار ۲۰۰۵ میلادی.